# Hilton New York
Hilton New York Hotel je největší hotel v New Yorku s celkovým počtem 1980 pokojů a 101. nejvyšším hotelem na světě.
Budova se nachází severozápadně od Rockefeller Center mezi Sixth Avenue a 53rd Street. Hilton se může pochlubit prvním používaným telefonem, neboť je v tomto hotelu od roku 1974 plně používán.

## Historie
Projekt hotelu vytvořili tři společnosti. Jako vlastník Hilton Hotels Corporation, poté jako ochránce části Rockefeller Group a Uris Building Corporation. Hlavním architektem budovy byl Morris Lapidus, který Hilton postavil ve stylu Fontainebleau.
Hotel byl otevřen 26. června 1963 s původně 2153 pokoji.
V roce 1990 prošel hotel renovací, kdy byl snížen počet pokojů na 1980 a tím zvýšen celkové prostředí a komfort. Zatím poslední a čtvrtou renovací je rok 2007.